# Dahir Riyale Kahin

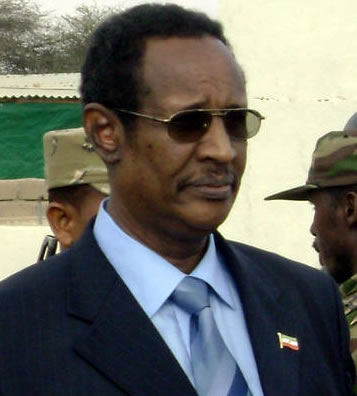
Dahir Riyale Kahin

Dahir Riyale Kahin (Somali: Daahir Riyaale Kaahin, auch Daher Rayaleh Kahin geschrieben) (* 1952 in Qulunjed, Awdal, Somalia) war von 2002 bis 2010 Präsident des faktisch unabhängigen, international nicht anerkannten Somaliland.

## Leben
Dahir Riyale Kahin wurde 1952 als Angehöriger des Gadabursi-Dir-Clans in Qulunjed, Awdal, im Norden Somalias geboren. Er war als Diplomat im Nachbarland Dschibuti, als Gouverneur von Awdal und als Geschäftsmann tätig. Zur Zeit der Herrschaft Siad Barres war er auch im Nationalen Sicherheitsdienst NSS, der für Folterungen, „Verschwindenlassen“ und außergerichtliche Hinrichtungen bekannt war. Während der Clan der Isaaq, der die Mehrheit der Bevölkerung in Nordsomalia/Somaliland stellt, in der Rebellenbewegung “Somali National Movement” gegen die Barre-Regierung kämpfte, unterstützte der kleinere Clan der Gadabursi eher die Regierung.
Von 1997 bis 2002 war Dahir Riyale Kahin Vizepräsident Somalilands.
Nach dem Tod des Präsidenten Mohammed Haji Ibrahim Egal am 3. Mai 2002 übernahm er entsprechend der Verfassung Somalilands am 5. Mai dessen Amt. In den Wahlen vom 14. April 2003 wurde er als Kandidat der Regierungspartei UDUB darin bestätigt. Am 16. Mai desselben Jahres leistete er seinen Amtseid.
Als Prioritäten bezeichnete er die Gewährleistung der Sicherheit Somalilands und den Einsatz für dessen internationale Anerkennung.
Seine Amtszeit lief je nach Auffassung am 14. April 2008 (fünf Jahre nach seiner Wahl) oder am 15. Mai (gemessen am Datum seines Amtseides) ab. Ursprünglich sollten dann Präsidentschaftswahlen stattfinden, diese wurden jedoch wegen Verzögerungen bei der Wählerregistrierung verschoben. Im April 2008 ließ sich Dahir Riyale Kahin vom Oberhaus des Parlaments eine Verlängerung der Amtszeit genehmigen. Die beiden Oppositionsparteien Kulmiye und UCID warfen ihm daraufhin vor, die Wahlen absichtlich hinauszuzögern, und kündigten an, ihn nach dem 15. Mai nicht mehr als Präsidenten anzuerkennen. Umstritten ist auch ein Dekret, in dem Kahin die Schaffung von sechs neuen Verwaltungsregionen und 16 Distrikten ankündigte; Kritiker warfen ihm vor, die administrativen Grenzen gezielt zu seinen Gunsten zu verändern.
Bei den Präsidentschaftswahlen, die 2010 schließlich abgehalten wurden, erhielt Dahir Riyale Kahin rund 33 % der Stimmen und verlor damit gegen Ahmed Mohammed Mahamoud Silanyo von der Kulmiye-Partei. Er akzeptierte seine Niederlage.